# Логиново (Можайский район)
Логиново — деревня в Можайском районе Московской области в составе сельского поселения Бородинское. Численность постоянного населения по Всероссийской переписи 2010 года — 100 человек. До 2006 года Логиново входило в состав Бородинского сельского округа.
Деревня расположена в западной части района, примерно в 12 км к северо-западу от Можайска, высота центра над уровнем моря 215 м. Ближайшие населённые пункты — Беззубово на юго-запад и Новое Село на юго-восток. У окраины деревни проходит региональная автодорога 46Н-05489 Бородино — Бабынино.